# 1966 en musique
| \| • Retour à la chronologie générale de la musique populaire • \| |
| XXIe siècle • XXe siècle • XIXe siècle • XVIIIe siècle XVIIe siècle • XVIe siècle • XVe siècle • XIVe siècle XIIIe siècle • XIIe siècle • XIe siècle • Xe siècle IXe siècle • VIIIe siècle • Haut Moyen Âge • Rome • Grèce |
| • Retour à la chronologie générale de la musique populaire • |

| • Retour à la chronologie générale de la musique populaire • |

| Années de la musique populaire : 1963 - 1964 - 1965 - 1966 - 1967 - 1968 - 1969    |
| Décennies de la musique populaire : 1930 - 1940 - 1950 - 1960 - 1970 - 1980 - 1990 |

Cet article présente les faits marquants de l'année 1966 en musique.

## Événements
- 4 mars : Les propos de John Lennon lors d'une interview au London Evening Standard (« Nous sommes plus populaires que Jésus ») créent la polémique dans le sud des Etats-Unis, où les Beatles s'apprêtent à faire une tournée. Leurs disques sont brûlés sur la place publique, des dizaines de stations de radio refusent de jouer leurs chansons et le Ku Klux Klan profère des menaces de mort à leur encontre.
- Rivalité entre Antoine et Johnny Hallyday, qui s'exprime à travers les chansons Les Élucubrations et Cheveux longs et idées courtes.
- 12 avril : le photographe Jean-Marie Périer réalise la photo du siècle.
- 17 mai : Concert de Bob Dylan et The Hawks au Free Trade Hall de Manchester, où Bob Dylan est hué par la foule et qualifié de « Judas ».
- 24 mai : Bob Dylan se produit à l’Olympia.
- 2 juillet : Les Beatles sont le premier groupe de musique à se produire au Nippon Budokan de Tokyo.
- 1er octobre: Rencontre de Jimi Hendrix et Eric Clapton au London Central Polytechnic. Cet événement inclut un grand nombre de légendes du rock, parmi lesquelles Paul McCartney, qui faisait partie du public. Elle changera l’histoire de la musique.
- 6 octobre : Adieux de Jacques Brel au music-hall.
- 18 octobre : À l'occasion d'un Musicorama, Johnny Hallyday chante à l'Olympia de Paris, avec Jimi Hendrix en première partie.
- Novembre : parution du premier numéro du magazine Rock & Folk, avec Michel Polnareff en couverture.
- 23 décembre : Ouverture à Londres de l'UFO Club.
- Eddy Arnold devient le plus jeune artiste introduit au Country Music Hall of Fame.

## Disques sortis en 1966
- Albums sortis en 1966
- Singles sortis en 1966

## Succès de l'année en France (singles)

### Chansons classées Numéro 1
Cette liste présente, par ordre chronologique, tous les titres s'étant classés à la première place des ventes durant l'année 1966.
- Sheila : Le Folklore américain
- The Beatles : Michelle
- Mireille Mathieu : Mon credo
- Adamo : Ton nom
- Mireille Mathieu : Qu'elle est belle
- Michel Polnareff : Love me, please love me
- The Beatles : Yellow Submarine
- Johnny Hallyday : Noir c'est noir
- Adamo : Le cœur en bandoulière
- John William : La chanson de Lara
- Sheila : L'heure de la sortie
- Mireille Mathieu : Paris en colère

### Chansons francophones
Cette liste présente, par ordre alphabétique, tous les titres francophones s'étant classés parmi les 10 premières places des ventes hebdomadaires durant l'année 1966.
- Adamo : Comme toujours
- Adamo : Mes mains sur tes hanches
- Adamo : Une mèche de cheveux
- Adamo : Ton nom
- Adamo : En bandoulière
- Alain Barrière : Les guinguettes
- Antoine : Les Élucubrations d'Antoine
- Charles Aznavour : La bohème
- Christophe : Les marionnettes
- Christophe : Je chante pour un ami
- Claude François : Même si tu revenais
- Claude François : Le jouet extraordinaire
- Claude François : Mais combien de temps
- Claude François : J’attendrai
- Claude François : Amoureux du monde entier
- Dominique Walter : Chez nous
- Enrico Macias : Mon cœur d’attache
- Enrico Macias : Chanter
- Enrico Macias : J’ai peur
- Enrico Macias : Solenzara
- Georgette Lemaire : Et si c’était vrai
- Henri Salvador : Le travail c'est la santé
- Henri Salvador : Juanita Banana
- Hervé Vilard : Fais-la rire
- Hervé Vilard : Mourir ou vivre
- Hervé Vilard : Pedro
- Hugues Aufray : L’épervier
- Hugues Aufray : Céline
- Jacques Dutronc : Et moi, et moi, et moi
- Jacques Dutronc : Les Play-Boys
- Jean Ferrat : Potemkine
- John William : La chanson de Lara
- Johnny Hallyday : Je l’aime
- Johnny Hallyday : Cheveux longs et idées courtes
- Johnny Hallyday : Noir c'est noir
- Johnny Hallyday : Si j’étais un charpentier
- Les Compagnons de la chanson : La chanson de Lara
- Les Sunlights : Le déserteur
- Line et Willy : Le vent
- Line et Willy : Pourquoi pas nous
- Michel Polnareff : La poupée qui fait non
- Michel Polnareff : Love me, please love me
- Michel Polnareff : Sous quelle étoile suis-je né ?
- Mireille Mathieu : Mon credo
- Mireille Mathieu : Qu'elle est belle
- Mireille Mathieu : Paris en colère
- Mireille Mathieu : Viens dans ma rue
- Pascal Danel : La plage aux romantiques
- Pierre Perret : Les jolies colonies de vacances
- Richard Anthony : Jamais je ne vivrai sans toi
- Richard Anthony : Hello Pussycat
- Richard Anthony : La terre promise
- Sacha Distel : Monsieur cannibale
- Sacha Distel : L’incendie à Rio
- Sheila : Le folklore américain
- Sheila : Le cinéma
- Sheila : Bang Bang
- Sheila : L’heure de la sortie

### Chansons non francophones
Cette liste présente, par ordre alphabétique, tous les titres non francophones s'étant classés parmi les 10 premières places des ventes hebdomadaires durant l'année 1966.
- Frank Sinatra : Strangers in the night
- Los Bravos : Black is black
- Percy Sledge : When a man loves a woman
- The Beatles : Michelle
- The Beatles : Yellow Submarine
- The Rolling Stones : Paint it black

## Succès internationaux de l’année
Cette liste présente, par ordre alphabétique, les trente titres et albums ayant eu le plus de succès dans les charts internationaux en 1966,.

### Singles
- Barry Sadler : Ballad of the Green Berets
- Chris Andrews : Yesterday Man
- Donovan : Mellow Yellow
- Frank Sinatra : Strangers in the night
- Herman's Hermits : No Milk Today
- Los Bravos : Black is Black
- Nancy Sinatra : These Boots Are Made for Walkin'
- New Vaudeville Band : Winchester Cathedral
- Percy Sledge : When a man loves a woman
- Simon & Garfunkel : The Sound of Silence
- The Beach Boys : Good Vibrations
- The Beach Boys : I wanna go home (The wreck of the John B)
- The Beach Boys : Barbara Ann
- The Beatles : Paperback Writer
- The Beatles : Yellow Submarine
- The Beatles : We Can Work It Out
- The Beatles : Eleanor Rigby
- The Beatles : Michelle
- The Four Tops : Reach out (I'll be there)
- The Hollies : Bus Stop
- The Kinks : Sunny Afternoon
- The Lovin' Spoonful : Summer in the City
- The Mamas & The Papas : Monday, Monday
- The Mamas & The Papas : California Dreamin'
- The Monkees : Last Train to Clarksville
- The Rolling Stones : Paint It, Black
- The Rolling Stones : 19th Nervous Breakdown
- The Troggs : Wild thing
- The Troggs : With a girl like you
- Tommy James & the Shondells : Hanky Panky

### Albums
- Barbra Streisand : Color me Barbra
- Barry Sadler : Ballads of the Green Berets
- Bob Dylan : Blonde on Blonde
- Cream : Fresh Cream
- Frank Sinatra : Strangers in the night
- Frank Sinatra : A man & his music
- Frank Sinatra : In concert: Sinatra at The Sands
- Herb Alpert : Going places
- Herb Alpert : What now my love
- Jim Reeves : Distant drums
- Maurice Jarre : Docteur Jivago
- Nancy Sinatra : Boots
- Ray Conniff : Somewhere my love
- Sergio Mendes : Herb Alpert Presents Sergio Mendes & Brasil '66
- Simon & Garfunkel : Parsley, Sage, Rosemary & Thyme
- Simon & Garfunkel : Sounds of Silence
- The Beach Boys : Pet Sounds
- The Beach Boys : Best of The Beach Boys
- The Beatles : Revolver
- The Beatles : Yesterday and Today
- The Mamas & The Papas : If you can believe your eyes & ears
- The Mamas & The Papas : The Mamas & The Papas
- The Monkees : The Monkees
- The Mothers of Invention : Freak Out!
- The Rolling Stones : Aftermath
- The Rolling Stones : Big Hits (High tide & green grass)
- The Rolling Stones : Got Live if you want it!
- The Supremes : The Supremes A' Go-Go
- The Who : A Quick One
- The Yardbirds : Over under sideways down

## Récompenses
- États-Unis : 9ème édition des Grammy Awards
- Europe : Concours Eurovision de la chanson 1966

## Formations de groupes
- Groupe de musique formé en 1966

## Naissances
- 14 janvier : Marco Hietala, bassiste et chanteur du groupe Nightwish.
- 24 janvier : Bilou, guitariste et batteur belge.
- 1er février : Laurent Garnier, DJ, compositeur et producteur de musique électronique.
- 17 février : Quorthon, fondateur du groupe suédois Bathory († 3 juin 2004).
- 15 avril : Samantha Fox, chanteuse anglaise.
- 5 mai : Shawn Drover, batteur canadien.
- 13 mai : Darius Rucker, chanteur américain.
- 16 mai : Janet Jackson, chanteuse américaine.
- 11 juillet : Cheb Mami, chanteur algérien.
- 14 août : David Hallyday, chanteur français.
- 20 août : Dimebag Darrell, guitariste américain des groupes Pantera et Damageplan († 8 décembre 2004).
- 4 septembre : Ianka Diaguileva, chanteuse soviétique († 9 mai 1991).
- 22 septembre : Moustafa Amar, chanteur et acteur égyptien.
- 17 novembre : Jeff Buckley, chanteur et guitariste américain († 29 mai 1997).
- 5 décembre : Patricia Kaas, chanteuse française.
- 8 décembre : Sinéad O'Connor, chanteuse et compositrice irlandaise († 26 juillet 2023).
- Date inconnue :
  - Sama Dioubaté : chanteuse guinéenne.
  - James Johnston : musicien anglais.

## Décès
- 18 juillet : Bobby Fuller, chanteur de rock américain.
- 31 juillet : Earl « Bud » Powell, pianiste et compositeur de jazz américain.
- 8 octobre : Johnny Kidd, chanteur de rock 'n' roll britannique